# تادائو ایکدا
تادائو ایکدا (انگلیسی: Tadao Ikeda; ۵ فوریهٔ ۱۹۰۵ – ۱۲ مهٔ ۱۹۶۴) فیلم‌نامه‌نویس، کارگردان اهل ژاپن بود.